# Borgstena kyrka
Borgstena kyrka ligger i den norra delen av Borås kommun. Den tillhör sedan 2010 Fristads församling (tidigare Borgstena församling) i Skara stift.

## Kyrkobyggnaden
Stenkyrkan ligger utmed länsväg 183 på en kulle strax öster om orten Borgstena. Den är av medeltida ursprung och de äldsta delarna är från 1100-talet eller möjligen 1200-talet. Byggnaden består av ett rektangulärt långhus med tresidigt kor i öster. Norr om koret finns en vidbyggd sakristia. Vid långhusets västra kortsida finns ett vidbyggt vapenhus. Sin nuvarande utformning fick kyrkan år 1753, då den utvidgades med 4 alnar åt söder och 16 alnar åt öster. Vid detta tillfälle togs fönstren upp till nuvarande storlek. Norrväggen var från början fönsterlös. Från 1770-talet härstammar även större delen av kyrkans nuvarande inredning i barock, som har bevarats nästan oförändrad till våra dagar. Takmålningarnas himlamåleri är utfört 1763 av konstnären Ditlof Ross och delvis bekostade av donationer från icke församlingsbor. Han har även svarat för läktarens apostlamålningar. 
Vid restaureringen 1956 byttes altarringen från 1800-talet ut mot en altarrundel som rekonstruerades på grundval av rester återfunna i klockstapeln.

## Kyrkogård, klockstapel och klockor
Något öster om kyrkan finns en fristående klockstapel som möjligen kan vara uppförd 1851 — det årtal som taktuppen visar. Byggnaden har rödmålad träpanel och tak av ekspånt. I stapeln hänger två senmedeltida klockor som båda saknar inskrifter.
Till den ålderdomliga kyrkogården leder en stiglucka med skiffertak och en smidd järngrind.

## Inventarier

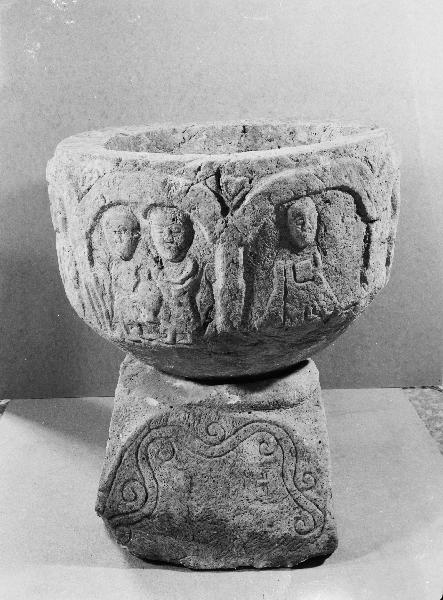
Dopfunten med dekorerad fot
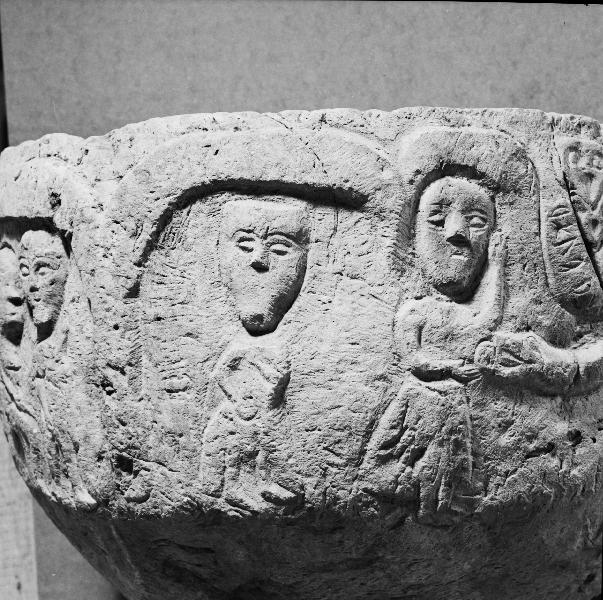
Syndafallet med runinskrift
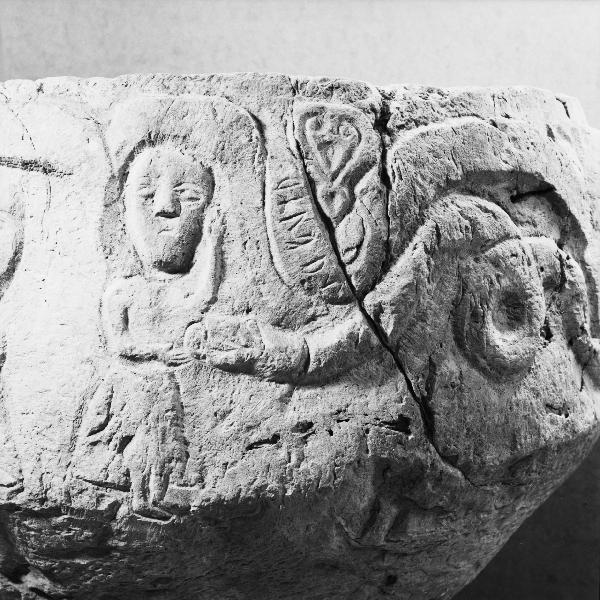
Detalj av runinskriften
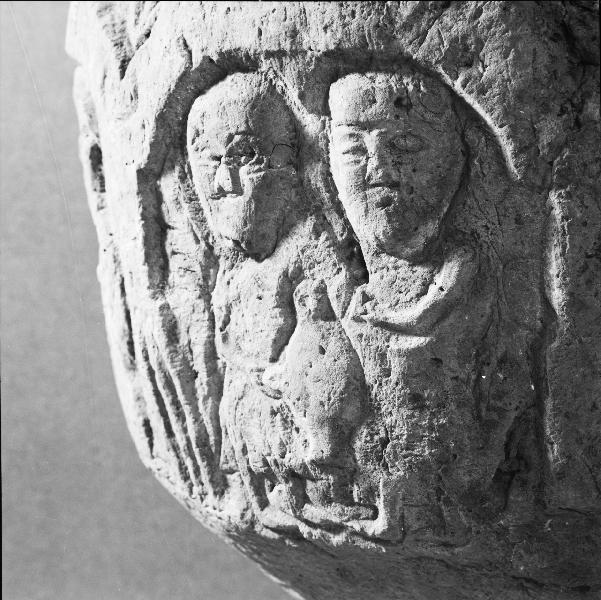
Två gestalter
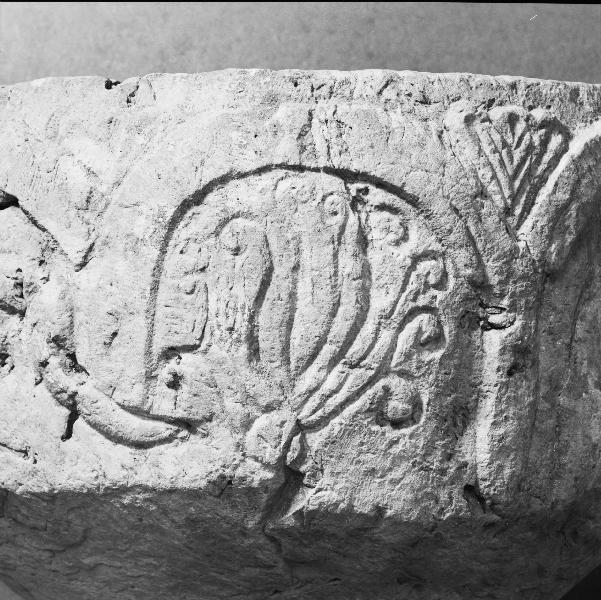
Paradisträdet
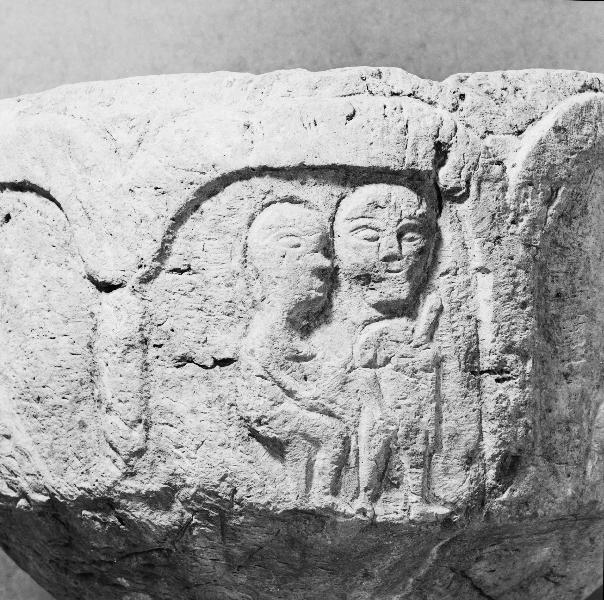
Två gestalter

- Dopfunten i original förvaras sedan 1870 på Statens historiska museum. Funten i kyrkan är en avgjutning i betong av originalet, som Historiska museet lät utföra för kyrkans räkning 1952. Originalfunten av sandsten från 1100-talets senare hälft är tillverkad i två delar. Höjd: 90 cm. Cuppan är cylindrisk med skrånande undersida. På livet finns sju arkadfält, varav ett dubbelt, med följande scener: Kunskapens träd. Adam och Eva. Man och kvinna. Sittande man med bok. Två gestalter med föremål mellan sig. Två heliga. I syndafallscenen finns en runinskrift som inte har kunnat tolkas. Foten är nedtill fyrkantig och övergår i rund form. Avslutning överst med en vulst. Fotens ena sida har ett ristat, dubbelt band med spiraler och rankor. Utformningen har engelsk påverkan och är en av Västergötlands mest expressiva. Centralt uttömningshål. Stora skador genom vittring och sprickbildning efter att funten legat på kyrkogården.[2]
- Dopfatet är troligen från 1400-talet.
- Altartavlan med Golgatamotiv är utförd 1766 av en okänd konstnär. Ramen är en gåva av amiralitetskommendör Johan Gripenstedt och hans hustru Inga Chatharina, som bland annat ägde Röhls gård i Bredared. Deras adelsvapen finns längst ner på altartavlan.
- Altarringen är en rekonstruktion efter en tidigare från 1700-talet.
- På väggen vid dopfunten hänger en gammal altartavla. På var sida om denna tavla finns två träskulpturer, Markus och Johannes. Figurerna restaurerades 1956.
- Predikstolen med timglas är utförd av en okänd konstnär på 1600-talet. Runt denna finns de fyra evangelisterna och Jesus avbildade.
- Läktarbröstet har bilder som föreställer elva av Jesu lärjungar samt mästaren själv målade av Johan Blomberg.
- Dörrarna till de slutna bänkarna har blomsterdekor och handsmidda hakar.
- På söderväggen sitter ett solur från 1692.

## Orgel
Orgeln är placerad på västra läktaren. Den är tillverkad 1967 av Nordfors & Co. och har femton stämmor fördelade på två manualer och pedal. Fasaden är samtida med verket. Det finns äldre pipmaterial i pedalverket.
| Huvudverk (I) (C-g3) | Bröstverk (II) (C-g3) | Pedal (C-f-1)       | Koppel |
| -------------------- | --------------------- | ------------------- | ------ |
| Rörflöjt 8'          | Gedackt 8'            | Subbas 16' (1928)   | II/I   |
| Principal 4'         | Rörflöjt 4'           | Principal 8' (1928) | II/P   |
| Ged.-flöjt 4'        | Nasat 2 2/3'          | Rörpommer 4'        | I/P    |
| Waldflöjt 2'         | Principal 2'          |                     |        |
| Mixtur 4 chor        | Ters 1 3/5'           |                     |        |
| Krumhorn 8'          | Cymbel 2 chor         |                     |        |
| Tremolo              | Svällare              |                     |        |

## Exteriörbilder

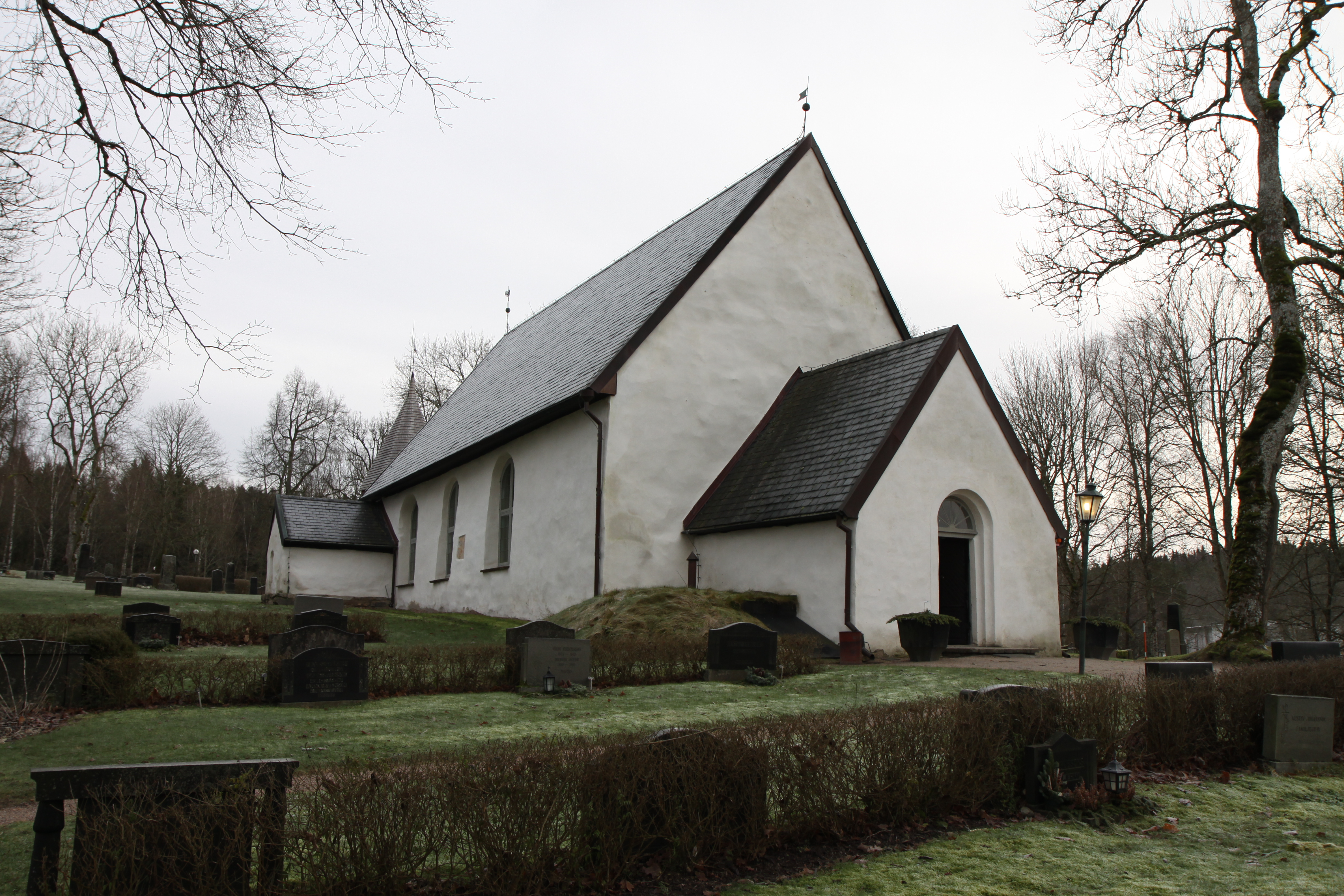
Exteriör från nordväst
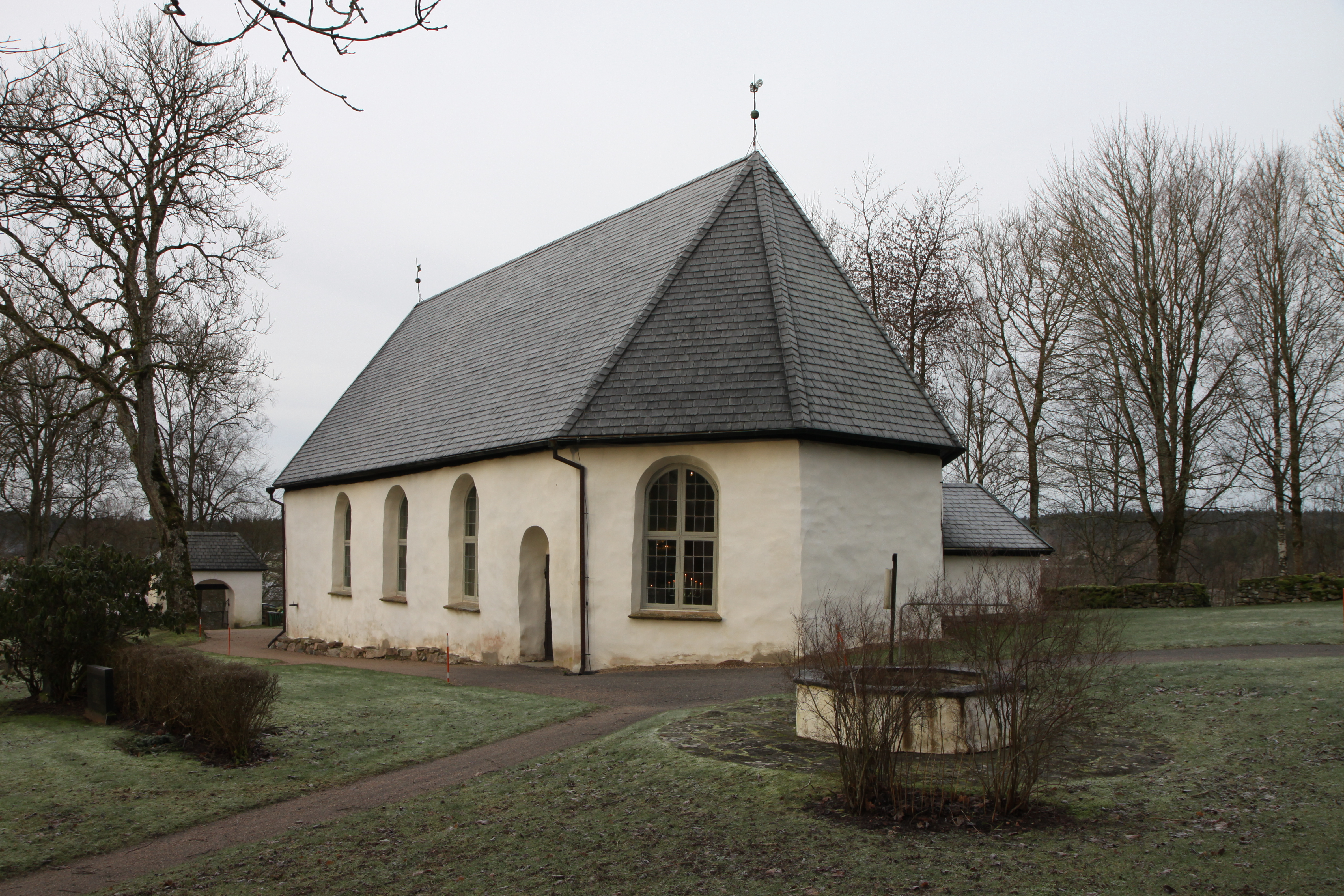
Exteriör från sydost
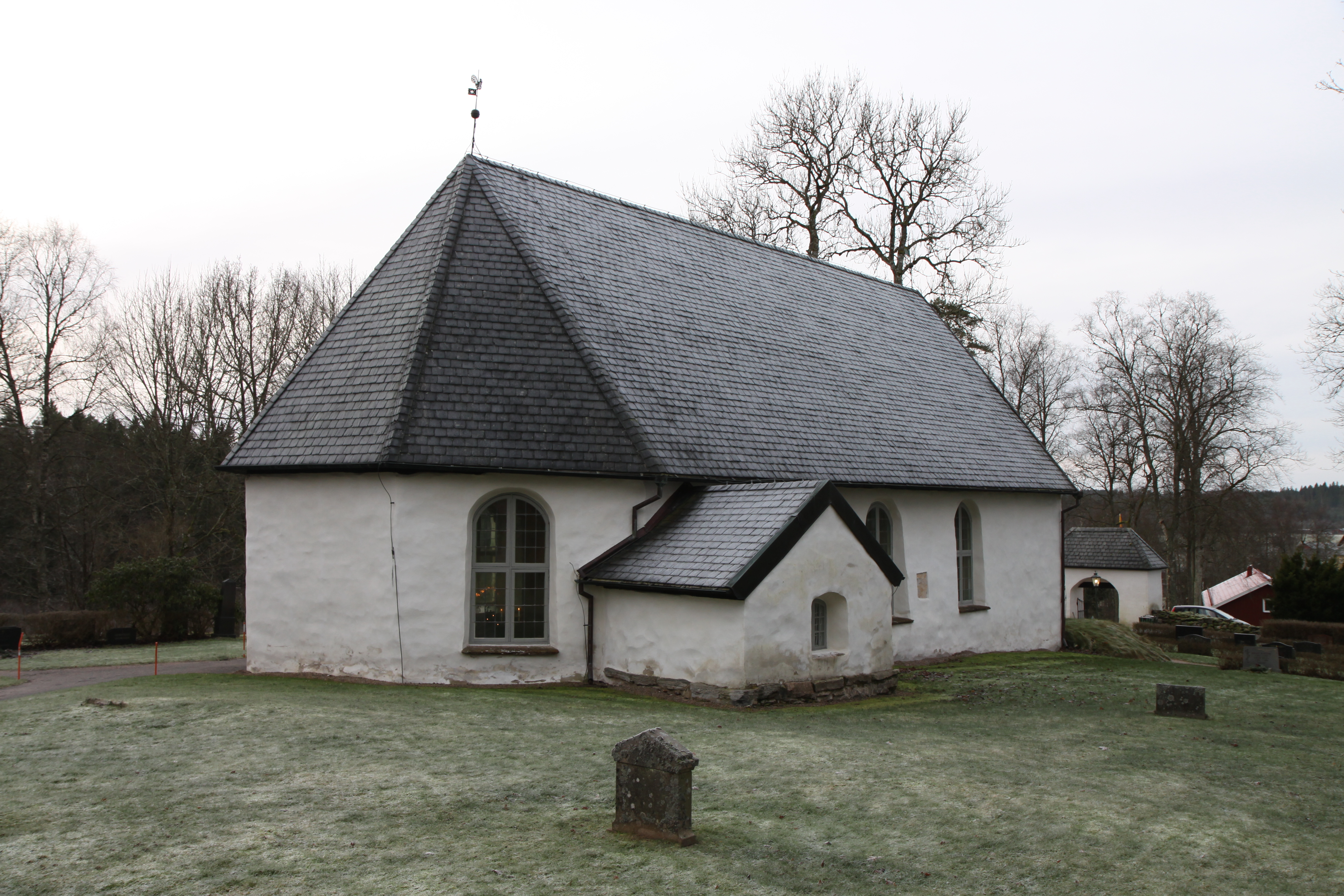
Exteriör från nordost
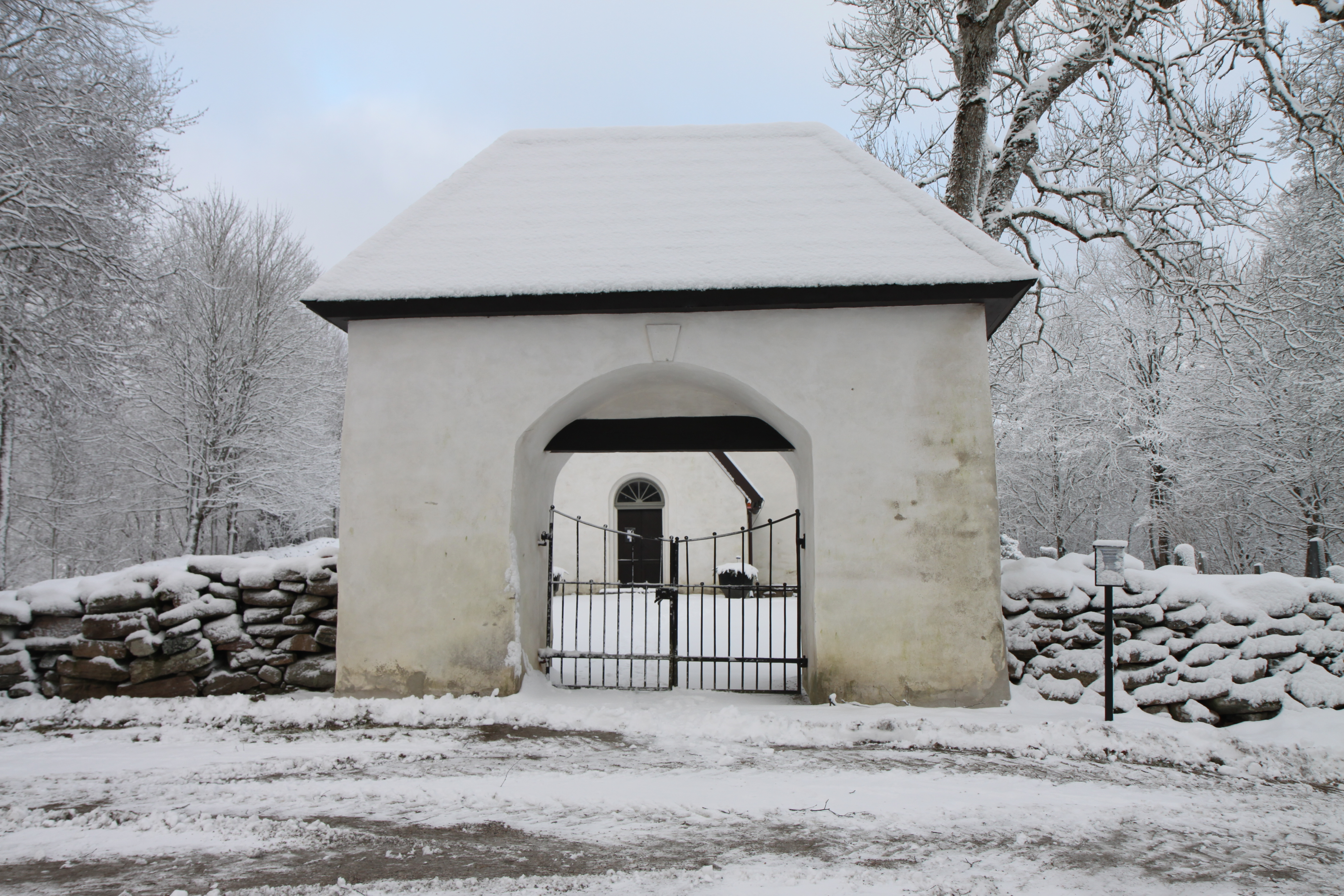
Stiglucka
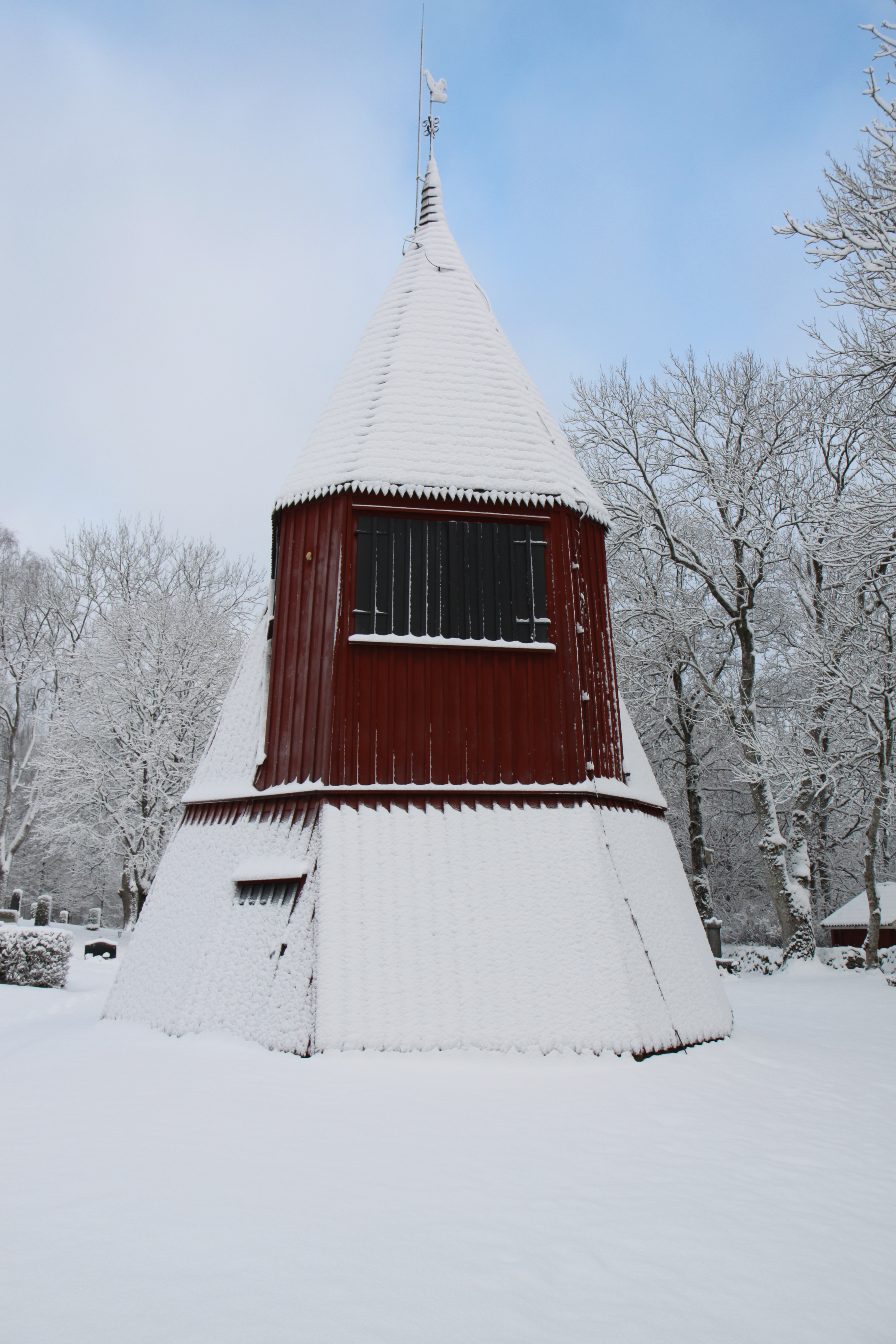
Klockstapel

## Interiörbilder

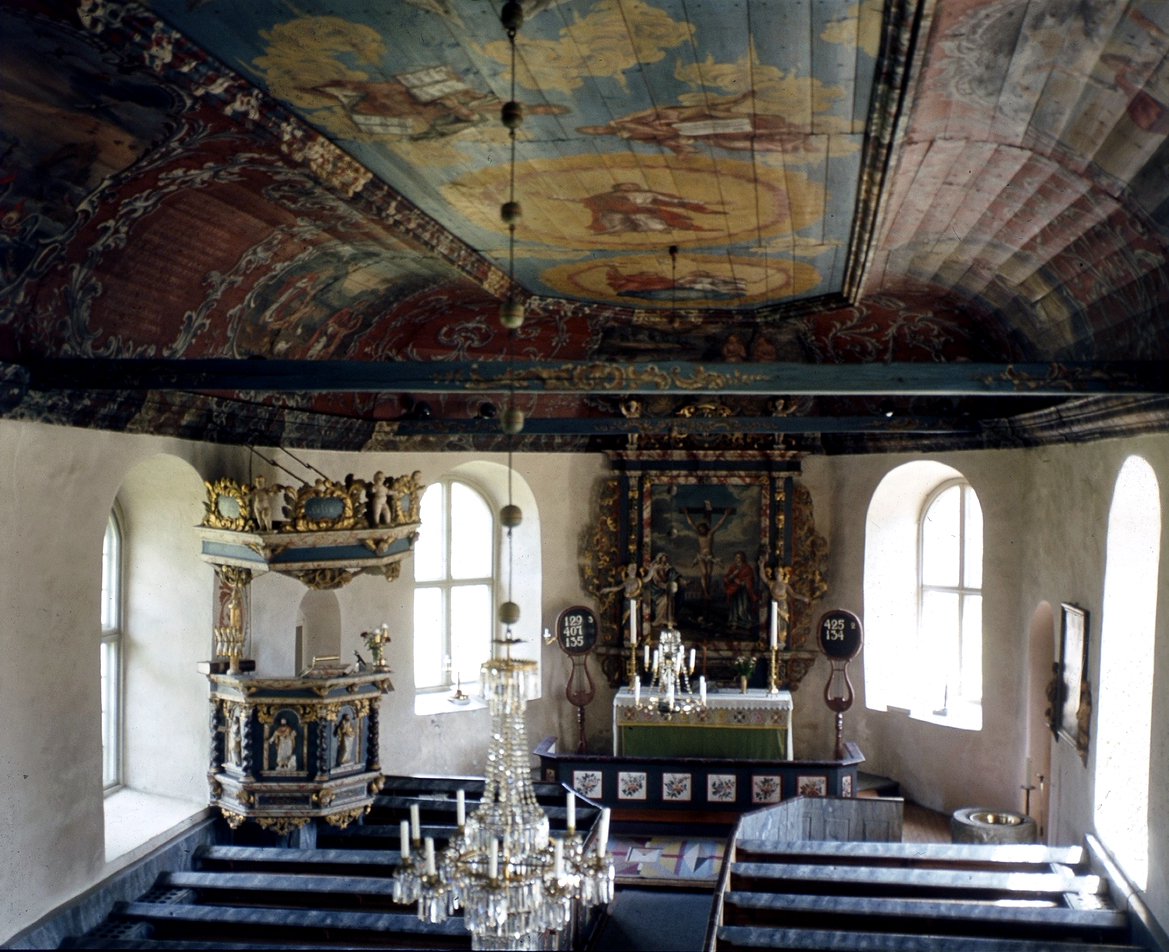
Interiör mot koret 1976
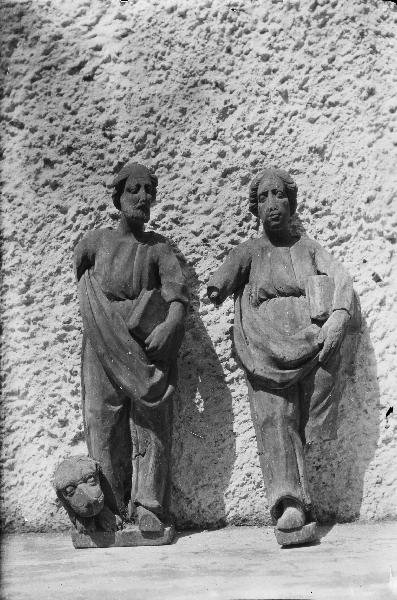
Träskulpturer